# Équipe des Kiribati féminine de football
Maillots
L'équipe des Kiribati féminine de football est une sélection des meilleures joueuses gilbertines sous l'égide de la Fédération des Kiribati de football (Kiribati Islands Football Association, KIFA). 
Elle n'est pas membre de la FIFA mais est membre associé de la Confédération du football d'Océanie (OFC). Elle ne peut donc pas participer à la Coupe du monde de football, mais elle peut participer à la Coupe d'Océanie de football féminin. 

## Histoire
Elle est devenue un membre provisoire du NF-Board le 10 décembre 2005.
Elle n'a disputé que 6 matchs dans son histoire, lors des Jeux du Pacifique de 2003, en ne marquant que 2 buts, et en encaissant 38 buts lors du tournoi.
La meilleure et seule buteuse de l'histoire des Kiribati féminine est Moaniti Teuea avec 2 buts à son actif, marquant contre les Tonga à la quarante huitième minute et Tahiti à la dixième minute.
Depuis, l'équipe féminine des Kiribati de football n'a pas rejoué de match, ni participé aux tournois de football des Jeux du Pacifique.

## Parcours auxJeux du Pacifique
- en 2003, 7e
- en 2007, ne participe pas.
- en 2011, ne participe pas.
- en 2015, ne participe pas.

## Équipe des Kiribati de football féminine de 2003
- Titulaires :
  - 20. Tabwena Maeri (GD)
  - 2. Maritaake Kiatoa
  - 3. Ieriama Berenato
  - 4. Katiria Nonouri
  - 5. Kabwebwe Terakubo
  - 6. Susan Jimmy
  - 8. Akee Tawita
  - 9. Bwatiata Tekautu
  - 10. Moaniti Teuea
  - 11. Taibo Baua
  - 12. Tararaoi Kiaua

- Remplaçantes :
  - 1. Bwenata Atanrika
  - 7. Kiante Taake Teiti
  - 13. Tokabeti Kaotintoun
  - 14. Atere Itienang
  - 15. Katarina Biarongo
  - 16. Ekera Teata
  - 17. Terabeia Tererebu
  - 18. Tokaiti Aibo
  - 19. Teerataake Taamoa

### Chronologie des compétitions et des matchs
| Date            | Lieu           | Équipe   | Résultat | Adversaire                | Compétition               |
| --------------- | -------------- | -------- | -------- | ------------------------- | ------------------------- |
| 30 juin 2003    | Nausori, Fidji | Kiribati | 0 - 13   | Papouasie-Nouvelle-Guinée | Jeux du Pacifique de 2003 |
| 4 juillet 2003  | Nausori, Fidji | Kiribati | 0 - 2    | Fidji                     | Jeux du Pacifique de 2003 |
| 5 juillet 2003  | Suva, Fidji    | Kiribati | 0 - 5    | Guam                      | Jeux du Pacifique de 2003 |
| 7 juillet 2003  | Nausori, Fidji | Kiribati | 1 - 2    | Tonga                     | Jeux du Pacifique de 2003 |
| 9 juillet 2003  | Nausori, Fidji | Kiribati | 1 - 5    | Tahiti                    | Jeux du Pacifique de 2003 |
| 10 juillet 2003 | Nausori, Fidji | Kiribati | 0 - 11   | Vanuatu                   | Jeux du Pacifique de 2003 |

### Nations rencontrées
| Adversaire                | Joués | Victoires | Matchs nuls | Défaites | Buts pour | Buts contre |
| ------------------------- | ----- | --------- | ----------- | -------- | --------- | ----------- |
| Papouasie-Nouvelle-Guinée | 1     | 0         | 0           | 1        | 0         | 13          |
| Vanuatu                   | 1     | 0         | 0           | 1        | 0         | 11          |
| Guam                      | 1     | 0         | 0           | 1        | 0         | 5           |
| Tahiti                    | 1     | 0         | 0           | 1        | 1         | 5           |
| Tonga                     | 1     | 0         | 0           | 1        | 1         | 2           |
| Fidji                     | 1     | 0         | 0           | 1        | 0         | 2           |

### Bilan
| Rang | Équipe   | Pts | J | G | N | P | Bp | Bc | Diff |
| ---- | -------- | --- | - | - | - | - | -- | -- | ---- |
|      | Kiribati | 0   | 6 | 0 | 0 | 6 | 2  | 38 | -36  |